# Novák István (építészmérnök)
Novák István (Budapest, 1938. január 16. – Szeged, 2013. február 3.) számos szakmai díjjal elismert okleveles építészmérnök.

## Életpályája
Novák István és Szabó Julianna gyermeke. Egyetemi tanulmányait a Budapesti Műszaki Egyetemen végezte 1956–1961 között. 1961–1990 között a Csongrád Megyei Tanácsi Tervező Vállalatnál dolgozott. 1990–1995 között önálló építészirodát vezetett. 1988 óta Szarvas, 1995–től Szeged, 2001-től Makó, 2009-től Orosháza főépítésze volt. Feleségét, Novákné Szirányi Ildikót alig három hónappal élte túl. Első felesége Juhász Márta építészmérnök volt.

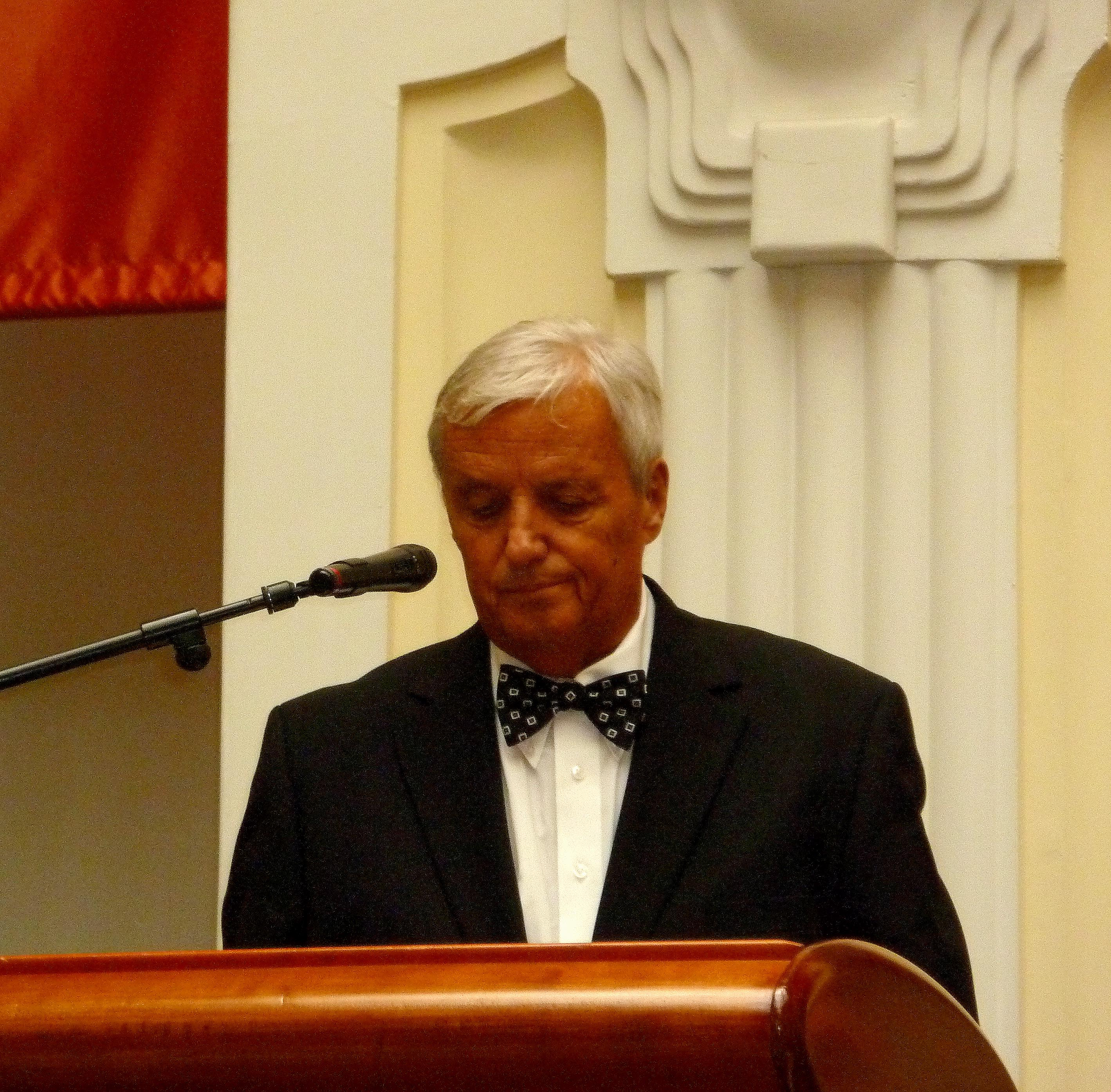
Aranydiploma_2011.05.24. Fotó: KT

Részlet záróbeszédéből a 2011. évi aranydiploma-osztáskor:
Nagy megtiszteltetés számomra, hogy e jeles napon én köszönthetem Önöket, illetve Titeket. 1956. október 22-én – itt az aulában – együtt reménykedhettünk egy új Magyarország születésében. Mi voltunk az utolsó évfolyam, akik a szabadság illúziójában részesülhettünk. A megtorlás elől sok társunk nyugatra távozott, pótlásukra pártösztöndíjasokat tettek közénk és visszajött a kötelező világ. Az építészetben ekkor véget ért a „szovjet barokk”, vagyis a klasszikus szocreál korszak. A modern építészettel, mint például Le Corbusier, vagy Frank Lloyd Wright munkásságával szinte tanárainkkal ismerkedtünk. A professzori kar – a kötelező világnak megfelelően – kezdett átalakulni, de szerencsénkre a nagy öregek is tanítottak még. Például Pogány Frigyes professzor úr Firenzéről, Rómáról vagy Párizsról szóló előadásai nyitottak kaput a tőlünk elzárt világ felé...

## Díjai, elismerései
- Ybl Miklós-díj
- Prima Primissima díj
- Betonépítészeti Díj (1995)
- Szeged Pro Urbe Díj (1995)
- A "Szlovák Köztársasági Elnök Érdemrendje (2001)
- Európa Nostra Díj (2003)
- Podmaniczky-díj, Területi Príma Díj (2007)
- A Magyar Köztársasági Érdemrend lovagkeresztje (2008)
- Hild János-díj (2010)
- Szeged díszpolgára

## Művei
Iskolaépületek
- Ásotthalom
- Baja
- Budapest
- Hódmezővásárhely
- Kecskemét
- Kiskunhalas (Gimnázium Sportcsarnok) (1993-1994)
- Kisvárda
- Mátészalka
- Nyíregyháza
- Nyírbátor
- Pécs
- Szeged (Arany János Általános Iskola) (1987-1990)
- Tatabánya

Városközpont-rehabilitációk
- Baja
- Békés (1964-1969)
- Gyula (Magyarország) (1978-1986)
- Kazincbarcika
- Mezőberény (1972-1979)
- Mórahalom
- Nagyatád
- Ópusztaszer
- Orosháza (1983-1987)
- Szeged (1993-)

Lakóházak, üzletek
- Békés
- Szentes
- Orosháza

Templomok
- Ajnácskő (1992-1995)
- Brassó (1996-1999)

Középületek
- Német Nemzetiségi Központ; Baja (1990-1995)
- Feszty-körkép múzeumépülete; Ópusztaszer (1976-1978)
- Postahivatal; Orosháza (1993), Siófok (1992-1993), Balatonfüred (1993-1994)

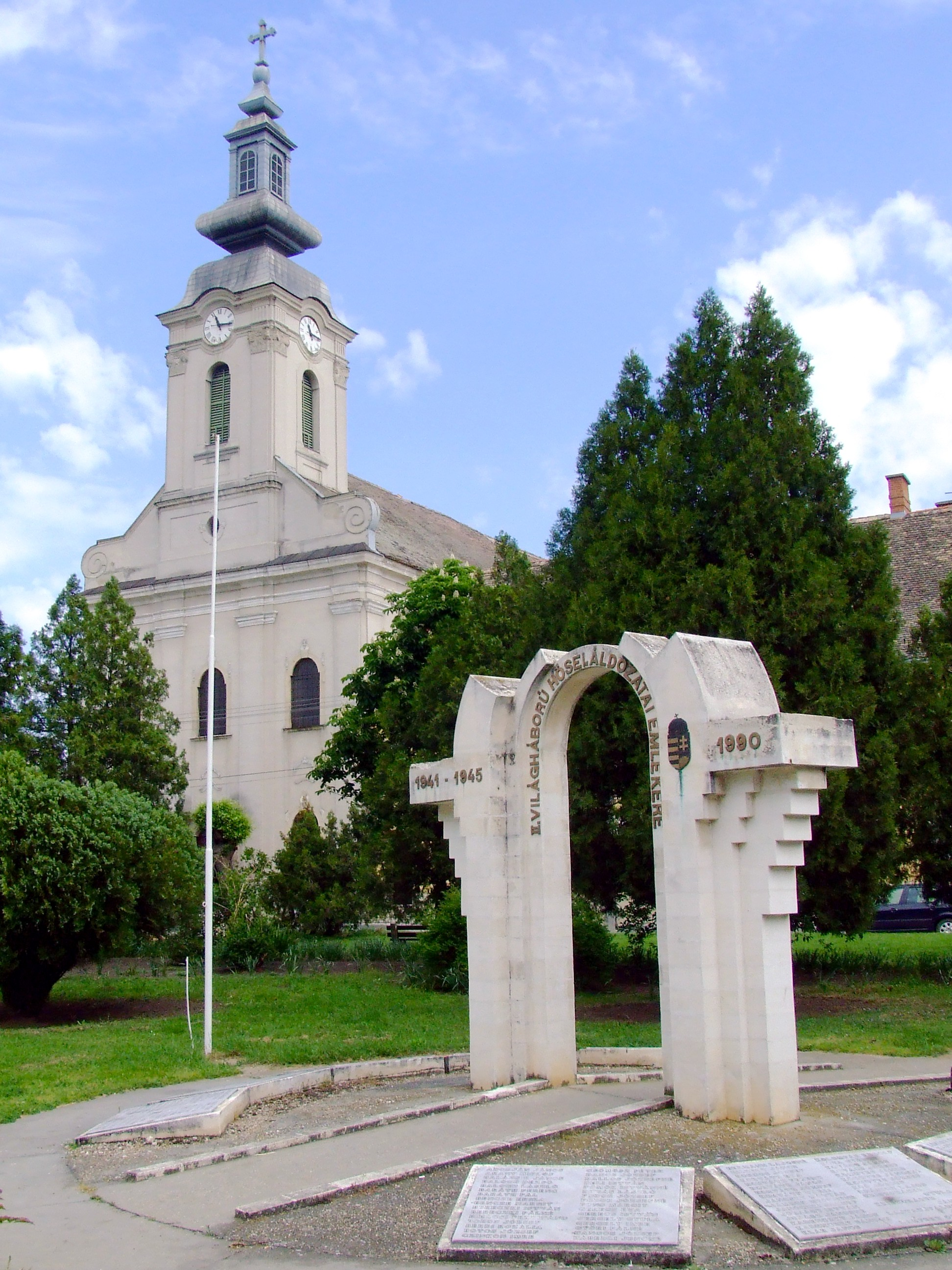
Római katolikus templom és II. világháborús emlékmű Simontornyán

- Köjál-székház; Szeged (1978-1980)
- Szociális otthon; Kistelek
- Városi Képtár; Orosháza (1996)
- OTP fiók; Orosháza (1990)

Világháborús emlékművek
- Bálványos
- Cegléd
- Csököly
- Csanádpalota
- Diósgyőr
- Háromfa
- Heves
- Kisbárapáti
- Öcsöd
- Rábaszentmiklós
- Simontornya
- Tab
- Tiszakürt
- Vésztő
- Visznek

## Emlékezete
- 2013-ban Makón elhatározták, hogy emléktáblát helyeztek el kedvenc Szent István téri padján, ahol az egykori főépítész előszeretettel üldögélt; a város művészeti tanácsosának ötletét felkarolta és átvette Orosháza, Szarvas és Szeged önkormányzata is. 2014-ben, az építész születése évfordulóján avatták fel a táblákat.[3]